# عبد العزيز العقيلي (لاعب كرة قدم)
عبد العزيز العقيلي (ولد في 3 سبتمبر 2000 ) لاعب كرة قدم سعودي و يلعب كلاعب وسط في نادي المزاحمية.

## مسيرة اللاعب
لعب سابقاً في الفئات السنية في نادي الدرعية وأولمبي نادي الشباب ونادي الشعلة ونادي النجمة ونادي المزاحمية.